# 蛙 (喜劇)
『蛙』（かわず、希: Βάτραχοι, Bátrachoi, バトラコイ、羅: Ranae）は、古代ギリシャの喜劇作家であるアリストパネスによるギリシア喜劇である。ギリシャの二大悲劇作家の批評合戦がテーマになっている。

## 概説
『蛙』は、紀元前405年に作られた、アリストパネスによる喜劇である。彼はこの作品でこの年のレーナイア祭の一等を取ったとされている。
内容はディオニューソスが地獄に行き、そこでアイスキュロスとエウリピデスに悲劇に関する競争をさせる、というものである。題名の由来は、コロスがアケローンの湖の蛙の合唱を演じる場面があることによる。
見所はアイスキュロスとエウリピデスという、古代ギリシャ悲劇の二大詩人が互いの作品を批判し、攻撃するシーンで、大胆な両者作品の批評と見ることができる。

## 内容
舞台はディオニューソスとその奴隷であるクサンティアースのつまらないやり取りから始まる。ディオニューソスはヘラクレスの装束を身にまとっている。彼は世情を嘆き、優れた詩人が必要だから、死者の国からエウリピデスを呼んでくる決意をしたのである。まずは地獄へ行く方法をたずねに、冥界へ行ったことがあるヘラクレスの教えを請うべく、2人は彼の家へと向かう。
ヘラクレスは彼の決意を聞いて驚き、押し問答の末、最初は自殺法など教えるが、その後正しい道を教える。そこで言われた道を進むと、大きな湖に出る。冥界への渡し守カローンに言われて船に乗るが、奴隷は断られ、湖の回りを歩くことに。ディオニューソスが船に乗ると、舟をこぐことを強要される。漕ぎ出すとカエルのコロスが合唱を始めるので、これと掛け合いながら船を進める。
船が向こう岸につくと、クサンティアースはすでに到着しており、2人はさらに進む。そこには秘教会の集団が幸せに包まれて踊っているので、彼らと共に進んで地獄の王であるプルトーンの宮殿に着くが、門番アイアコスはディオニューソスを見ると、その衣装からヘラクレスであると思いこみ、かつて彼が地獄の番犬ケルベロスを殺した時のことをあげて怒鳴りつけ、巡査を呼びに行く。ディオニューソスは怖くなってクサンティアースと衣装を交替する。すると今度はペルセポネーの侍女がやってきて、女王が彼を歓待する用意をしていると告げる。ディオニューソスは再び衣装の交替を要求する。直後にヘラクレスが来た時に無銭飲食をやらかした宿屋の者が彼らを見つけ、告訴をすると言う。ディオニューソスはもう一度衣装の交替を求める。2人はやって来たアイアコスらに捕まり、尋問、拷問と鞭打ちを受け、プルトーンの元に連れて行かれる。
ここでパラバシス（役者が全員退場し、合唱のみとなる場面のこと）としてコロスによる歌がうたわれる。この間に2人はプルトーンによって身分と目的を確かめられたものと見え、次の場面ではクサンティアースとアイアコスは互いに奴隷召し使い仲間として語り合い、宮殿内で起きていることを説明する。実はプルトーンの宮殿では、ある技に一番長けたものは王のそばに席が作られ、より優れたものが来ればその席を譲らねばならないことになっていた。それまで詩人の席にはアイスキュロスがいたが、エウリピデスはやって来るなりその席を要求し、2人の間でどちらが優れているかを判断しなければならないことになった。しかし、審判に適当な者が見つからなかった。そこへディオニューソスが来たので、王は彼に審判を任せ、ただ今2人による詩人の技比べが行われようとしている、というのである。2人が中に入ると、そこでは競技の前触れの合唱が行われている。
まずはエウリピデスが立て続けにアイスキュロスの劇作を貶すようにののしると、たまりかねたアイスキュロスは大袈裟な口調で反撃、これをディオニューソスは一旦押さえ、2人に競技の意志を問う。アイスキュロスは自分の作品は自分と共には死ななかったため、あいつに比べて引用が不自由だと文句を言うが、止むなしと判断、ディオニューソスは2人に競技を始める前に神々への祈りをするように言う。アイスキュロスはデーメーテールに、エウリピデスは自分の舌と知性に祈りを捧げる。
ディオニューソスが競技開始を宣言すると、エウリピデスはまず作品全体のありようについて批判し、アイスキュロスはこれに対して反論する。その後、プロローグや歌など、個々の項目について比較をはじめる。最後に2人の詩の重みを比べると言って、秤が持ち込まれる。これにはアイスキュロスが圧勝する。こうして競技は終了するが、ディオニューソスは判断をつけられない。
そこで、改めて彼は冥府に降りて来た理由を告げ、両者に今の市政に対する意見を請う。これに対してエウリピデスは気が効いているが、中身はよく分からない返事をする。アイスキュロスの答えはペリクレスの方針そのものだった。そこでディオニューソスはアイスキュロスを連れ帰ることを決断する。エウリピデスは文句を言うが、これには彼自身の作品から引用して冷やかす。
アイスキュロスは留守の間の彼の席をソフォクレスに託し、皆に送られて2人は退席する。

## 当時の評価
上述のようにこの作品は1等を取ったとされているが、その高い評価の理由は、むしろ劇中半ばのパラバシスが観衆に深い感銘を与えたためであると、ディカイアルコスは伝えている。
当時のアテネはスパルタとの間でペロポネソス戦争を戦った期間の後半に当たり、既に何度かの負け戦で海軍を失っており、そのたびに再建してきた。この間、何度かの政変があり、有力な市民が排斥された歴史もある。この時期にはすでに市民では人員不足になっていたため、奴隷をも動員し、勝利の後には彼らに市民権と自由を与えることさえした。それにより、この劇の直前の紀元前406年には、アルギヌーサイでスパルタ海軍を打ち破った。しかし、アテネ海軍もその多くを失い、しかも悪天候のためもあってそれらの乗員の救助ができなかった。そのため、勝ち戦にもかかわらず、この海戦の際の将軍8人は死刑の判決を受けた。
アリストパネスはこのパラバシスの中で、奴隷の解放をほめつつも、それ以上に上記の海戦で刑を受けた将軍たちや、またそれまでの政変で排斥された人物の罪を許し、全市民が一致して国を守るべし、と歌い上げたのである。
この作品はあまりに人気が高かったため、当時の作品としては例外的に再演が行われた。現在の原本には再演のための改訂と見られる部分がある。

## 詩人の比較
この作品の主要な部分は、後半の二大悲劇作家の比較にある。また、それらを含む様々な詩人への言及は全部分に散在する。筋書きから当初はエウリピデスを求めることになっているから、彼への言及が最も多い。以下、「」は参考文献よりの引用である。
作中で比較競技の始まる寸前のコロスの歌に
「かたや気のきいた　磨きをかけたことを言い
かたや言葉もろとも根こそぎに　飛びかかりざまはねちらす」
とあるのは、前者がエウリピデス、後者がアイスキュロスのことである。
ちなみに、その前 (p.82) ではアイスキュロスの文体による両者を比べた詩がある。
以下にこの作中でのそれぞれについての批評をまとめるが、いずれも作中ではアイスキュロスやエウリピデスが互いをやっつけるべく言う言葉である。

### アイスキュロス
古代ギリシャ悲劇の完成者とも言われる。彼の作品は偉大な神々の葛藤を劇的な表現で描き、他方でその表現は大袈裟で難解な部分がある。この作中、競技を始めるに当たって、アイスキュロスは不公平だと文句を言うのは、これはギリシャ悲劇は基本的に新作を競演にかける形で行われ、1作につき1回のみの上演であったが、アイスキュロスについては特に彼の死後も上演を許されたということにちなんでいる。つまりエウリピデスは作者の死によって作品も死んでいるが、アイスキュロスの場合、作品はまだ死んでいないのでここでは呼び出せない、と文句を言うのである。このことは、彼の作品が当時特別扱いされていたことを意味する。
この作中でエウリピデスは彼の作品を、まず「野蛮人造り、強情語り（中略）大法螺の鞴口」とののしる。
作品全体に関してはまず、主役は悲嘆に暮れた人物で、それを舞台に立てて喋らせず、コロスが立て続けに歌うだけ、主人公がしゃべり始めるのは劇半ばで、それも突然大言壮語で怒髪天を衝く様子、しかしその意味は全然分からない、と劇的な設定と派手な言葉遣いでごまかしているだけと皮肉る。これに対して、アイスキュロスは自作についてまず、詩人は市民の師たること、そして偉大な神の有り様を教えるのが仕事であり、そのためには壮大な言葉が必要であると説いている。
プロローグに関しては、エウリピデスはオレステース劇（実際にはオレステイアの『供養する女たち』）のそれを取り上げ、言葉の意味が不明瞭であること、無駄な繰り返しが多いことなどを指摘している。この部分は、現代でも難解で解釈が分かれる部分とのことで、当時からそれが問題になっていたことがうかがえる。
次に歌について、エウリピデスは彼のそれが変化に乏しく、あちこちに同じような部分があることを指摘、まずは笛の伴奏による、次に竪琴の伴奏での彼の歌のあちこちを引用、それらが同じリズムであることを示す。ただし、この時代の音楽に関しては、現在ではほとんど何も分かっておらず、この部分は何がどうおかしいのかは分からない。
最後の詩句の重さの比較では、壮大な言葉遣いのアイスキュロスが勝って当然であろう。

### エウリピデス
エウリピデスは三大悲劇作家の中では最後発になる。彼はソフィスト的教養の元、人間の心理描写を得意とした。そのために、悲劇の英雄も人間として描き、時には不倫など不道徳も劇に乗せた。アリストパネス自身は思想的には貴族趣味で復古的であったから、エウリピデスはむしろ彼にとって好ましからざる人物である。そのような視点がこの作のあちこちに見て取れる。特に詭弁とも取れる言葉には批判的で、彼の作『ヒッポリュトス』の「舌は誓ったが心は誓わぬ」は再三にわたって皮肉に使っている。
この言葉は、ヒッポリトスに継母のパイドラーが思いを寄せているのを知った乳母が彼にそれを伝えた時、その内容に怒った彼が発した言葉で、「内容を知らずに誓ったのだから心は潔白である」との意味だが、表面的には無茶であるから、当時大いに話題になったらしい。アリストパネスはこれをあえて曲解して「誓いはしたが欲に目がくらんだら破る」などという意味に言い換えている。この作でも最後にアイスキュロスを選ぶ時にこのせりふを引いている。
にもかかわらず、アリストパネスは彼の作を高く評価することも忘れてはいない。作中の競技が終わってもどちらとも決めかねるディオニュソスの台詞「一人は賢明、また一人を私は愛好している」は、前がエウリピデスであるが、ここではその両者を同等のものとして比べている。
競技では、作品全体について、エウリピデスが自らの作品をさして自分以前の作家のもつ贅肉を削り、人物は皆、考えを巡らし、ちゃんとものを話すようにしたこと、妙なこけ脅かしでなく、分かりやすい言葉を使ったこと、日常を舞台に乗せたこと、そのためには恋愛や不義をも描いたことを述べる。これに対して、アイスキュロスは詩人は市民の師であるとの考えのもとに、理屈と口数の多いものを上演することは、市民に言い逃れやごまかしを教えるものだ、また、不義は実在するものではあるが、詩人たるもの、そのようなものは市民の前から隠すべきであると言う。ここには古来の口数少ない戦士のような在りようを善しとする、アリストパネスの見方も加わっているであろう。
次にプロローグについては、アイスキュロスはまず個々に問題点を指摘しようとするが、これは揚げ足取りにしかならない。そこで、面倒だから全部まとめて油壷で潰してやる、と宣言。続いてエウリピデスが挙げるさまざまな作品のプロローグに「油壷をなくしたとさ」という句をつないで見せる。要するに、彼のプロローグは皆一本調子で同じリズムだ、という皮肉である。エウリピデスは7つめにこの句をつけられないものを挙げることができるが、そこはディオニューソスに止められてしまう。実際にはこの句をつけられるプロローグはアイスキュロスやソフォクレスにもあるが、特にエウリピデスに多いのは確かだという。それでも最後にそれをつけられない例を挙げたのは作者の公平な姿勢と言えよう。
音楽に関しては、アイスキュロスは自作を批判されたのを受け、自分のはちゃんとした伝統に則っているが、エウリピデスは、そこへ土俗的な雑多なものを持ち込んだと批判し、彼の歌のパロディを演じて見せ、ここがおかしい、と指摘する。しかし、音楽に関する知識が残っていない以上、これはどこがどうおかしいのか、現在では知ることができない。
最後の詩句の重さの比較で、エウリピデスは説得の神を含む詩句を挙げ、負けたのを不思議がっているが、ディオニューソスは「口先だけで薄っぺら」と評した。これは、むしろ作家のソフィスト嫌いが反映されているのであろう。

### ソフォクレス
ソフォクレスは、上記2人の中間にあり、まさに中庸の姿勢、古典的平静を体現するものだった。普通は上記の二者とソフォクレスを合わせて三大悲劇作家という。この作で彼を取り上げないのは、互いの作風が両極端である残りの2人を比べる方が面白かったのであろう。
作中で彼を取り上げない理由らしきものが描かれているシーンもある。
- 冒頭、ディオニューソスの希望を聞いたヘラクレスが、連れてくるならソフォクレスはどうかと尋ねるのに、ディオニューソスは、彼は「この世にあってもあの世にあっても不平不足なし」だから帰りたがらないだろうと答えている。
- 競技の前、アイスキュロスが降りてきた時のことをクサンティアースが尋ねて、先にその座にあったソフォクレスと席の取り合いにはならなかったのかを聞くと、アイアコスは「あの人はそんなことはしないさ」といって、彼が快く自ら席を譲った事を説明している。

その辺り、当時からそのような人物評があったのであろう。ただしエウリピデスが席を要求した際には、アイスキュロスの控え力士として戦う決意を示しているあたり、エウリピデスへの風当たりが強いのが面白いところである。

### その他の作家
上記3人のほか、ヘラクレスとのやり取りには以下のような作家の名が出る。これはディオニューソスがエウリピデスを求めに行くと聞いて、他の作家はどうだ？と言う流れで取り上げられている。
- イオポーン
ソフォクレスの子。エウリピデスの『ヒッポリュトス』と争って2位だったことがある。ただ、彼の作には父親の手が入っているとのうわさが付きまとったらしい。この作中でも、「残された幸」とほめられながらも、ソフォクレスを連れに行かない理由として、父親なしで彼がどんなのを書くか確かめたい、と言われている。
- アガトーン
三大詩人に次ぐ位置にあった。ただし作品は現存しない。紀元前408年にマケドニア王の宮廷の客となってアテネを去った。彼については惜しまれて去ってしまったとだけ述べている。
- クセノクレス
アイスキュロスの時代の詩人カルキノスの息子。喜劇作家の攻撃対象としても知られる[注釈 2]。が、紀元前415年のディオニソス祭において、エウリピデスをおさえて優勝を得たことがある（エウリピデスは二等だった）[注釈 3]。本文では「くたばってしまえ」の一言で片付けられている。
- ピュータンゲロス
実在した悲劇詩人である事は確かではあるが、フラグメントどころかその作品名すら残っていない。唯一“劣悪で目立たない悲劇詩人”なる人物評のみが残っているだけである[4]。本文では、ヘラクレスから「それぢやピュータンゲロスは？」と問われたディオニューソスは、「（答えずに肩をそびやかす）」とある[5]。

## 日本語訳
- 『蛙』 高津春繁訳、岩波文庫、1950年、改版1976年
  - 『ギリシア喜劇全集2』 人文書院、1961年 - 各・別版
  - 『世界古典文学全集12　アリストパネス』筑摩書房、1964年
  - 『ギリシア喜劇2 アリストパネス 下』 ちくま文庫、1986年
- 『ギリシア喜劇全集3　アリストパネース III』 内田次信訳、岩波書店、2009年